# Крыштановский, Александр Олегович
Алекса́ндр Оле́гович Крыштано́вский (11 февраля 1955, Саратов — 2 августа 2005, Москва) — советский и российский социолог, математик, один из основателей и первый декан факультета социологии Государственного университета — Высшей школы экономики (ГУ-ВШЭ), специалист по методике социологических исследований и методологии анализа социологических данных. Кандидат философских наук.

## Биография
Родился 11 февраля 1955 года в Саратове.
В 1978 году окончил факультет прикладной математики Московского института электронного машиностроения, затем заочно аспирантуру Института социологических исследований АН СССР.
В 1987 году в Институте социологии АН СССР защитил диссертацию на соискание учёной степени кандидата философских наук по теме кандидатской диссертации — «Теоретические и методические проблемы построения банка социологических данных».
Прошёл стажировку по программе Британского Совета по преподаванию методики социологических исследований и анализа данных в университетах Суррея и Манчестера в Англии (1991). В следующем году прошёл стажировку по методам анализа данных также в Англии, в Лондонском городском университете.
C 1981 по 1993 год, будучи научным сотрудником, затем старшим научным сотрудником Института социологии Академии наук СССР (РАН), работал над принципами использования, организацией и созданием банка социологических данных.
С 1984 по 1989 год возглавлял группу по созданию Всесоюзного банка социологических данных в Институте социологии АН СССР, за разработку был награждён серебряной медалью ВДНХ СССР.
В 1985 году прочёл на курсах повышения квалификации социологов в Институте социологии Академии наук СССР курс лекций, посвящённый анализу социологических данных.
С 1985 по 1988 год читал подготовленный на его основе расширенный курс лекций в МГУ, где тогда зарождалось подразделение по подготовке профессиональных социологов — отделение социологии на философском факультете.
С 1985 по 1998 год регулярно преподавал основы информатики и вычислительной техники аспирантам Института социологии АН СССР, в 1998 году преподавал на факультете социологии Государственного академического университета гуманитарных наук.
В 1993 году перешёл на должность заведующего информационным отделом Междисциплинарного академического центра социальных наук «Интерцентр» при МВШСЭН, принимая участие в систематической работе по накоплению, документированию, агрегированию и хранению материалов исследований совместно с подразделениями ВЦИОМ.
С 1995 года работал в должности заместителя декана факультета социологии (современное наименование подразделения — факультет социальных наук) Московской высшей школы социальных и экономических наук. Одновременно занимая должность профессора факультета, он активно занимался педагогической деятельностью, читал обязательный для слушателей этого факультета авторский курс «Анализ данных с использованием SPSS».
В 1996 году начал работать в Государственном университете — Высшей школе экономики (ГУ-ВШЭ) став первым деканом основанного им факультета социологии. В качестве первого заведующего кафедрой методов сбора и анализа социологической информации, которая была создана в 1999 году при его активном участии одновременно с созданием факультета, он привлёк к педагогической работе ряд ведущих специалистов ФОМ, Левада-Центра, ВЦИОМ; под его руководством факультет стал одним из ведущих в России центров подготовки высококвалифицированных специалистов по социологии. Наряду с большим объёмом административной работы, он также активно занимался собственной преподавательской работой. Все читавшиеся им авторские курсы были связаны с анализом социологических данных, среди них «Анализ социологических данных», «Современные методы анализа социологических данных», «Методы анализа временно́й динамики социальных явлений», «Анализ временны́х рядов», «Методы выборочных исследований в социологии».
Проведённые им научные исследования в сфере социологии носят как прикладной, так и фундаментальный характер, прежде всего они посвящены вопросам организации выборки (в частности, он детально занимался проблемами взвешивания выборки), а также использованию анализа данных в сравнительных и вторичных исследованиях. Заслуживающие внимания достижения были получены им в области регрессионного анализа, вызывающие научный интерес результаты относятся и к теме комплексного использования двух видов анализа — факторного и кластерного.
Член редакционного совета журнала «Социология: методология, методы, математические модели».
Был женат на социологе О. В. Крыштановской.
Похоронен на Ваганьковском кладбище.

## Память
Ю. Н. Толстова отмечала: «Внезапная кончина Александра Олеговича произвела шокирующее действие на всех, кто его знал. Стихийно был организован ряд интернет-страничек, посвящённых его памяти. Там ярко освещается личность Крыштановского, его отношение к людям, отношение к нему соратников и учеников».
14—15 апреля 2006 года в ГУ-ВШЭ состоялась Всероссийская научная конференция «Социологические методы в современной исследовательской практике», посвящённая памяти первого декана факультета социологии, организатора и первого заведующего кафедрой методов сбора и анализа социологической информации ГУ-ВШЭ Александра Олеговича Крыштановского (1955—2005 гг.). На конференции, собравшей более 220 ведущих социологов России, обсуждались наиболее острые проблемы в области методологии прикладных социальных исследований, а также проблемы обучения специалистов методам социологического исследования. Кроме того, на конференции состоялась презентация книги А. О. Крыштановского «Анализ социологических данных с помощью пакета SPSS», вышедшей в свет накануне мероприятия.
16 февраля 2010 года в НИУ ВШЭ прошла IV Конференция «Современные проблемы формирования методного арсенала социолога» посвящённая памяти А. О. Крыштановского.
22 февраля 2011 года НИУ ВШЭ совместно с Российским обществом социологов и Институтом социологии РАН провела Пятую Научно-практическую конференцию «Социологические методы в современной исследовательской практике».

## Научные труды
Основные научные работы А. О. Крыштановского были опубликованы в виде Приложений к его книге «Анализ социологических данных с помощью пакета SPSS» (М.: ИД ГУ-ВШЭ, 2006), которая была подготовлена к печати сотрудниками возглавляемой им кафедры.

### Монографии
- Крыштановский А. О., Андреенков В. Г. Банк данных ИСИ АН СССР. — М., 1985.
- Крыштановский А. О., Андреенков В. Г., Чередниченко В. А. Проблемы накопления и анализа на ЭВМ данных социологических исследований. // Отв. ред. В. Н. Иванов, А. А. Строгний. — М.: Наука, 1986.
- Крыштановский А. О., Андреенков В. Г. Процесс обработки данных социологических опросов. — М., 1986.
- Крыштановский А. О., Андреенков В. Г. Банк социологических данных. (Информационные ресурсы социологических центров СССР). — М., 1987.
- Стратегии адаптации высших учебных заведений: Экономический и социологический аспекты / Под ред. Т. Л. Клячко — М.: Издательский дом Высшей школы экономики, 2002. — 324 с.
- Крыштановский А. О. Анализ социологических данных с помощью пакета SPSS. — М.: Издательский дом Высшей школы экономики, 2007. — 284 с.

### Статьи
- Крыштановский А. О. Использование архива социологических исследований для проведения вторичного и сравнительного анализа. // Методологические и методические аспекты социологических исследований. — М., 1984.
- Крыштановский А. О., Андреенков В. Г. Информационные базы и программные курсы ИСИ АН СССР (Методические рекомендации по их использованию). — М., 1984.
- Крыштановский А. О., Кузнецов А. Г. Некоторые вопросы перевзвешивания выборки. // Математические методы и модели в социологии. — М., 1988.
- Крыштановский А. О. Возможности комплексного применения методов многомерного статического анализа в современных программных системах. // Анализ социологических данных на ЭВМ. — М., 1989.
- Крыштановский А. О., Давыдов А. А. Ремонт выборки. // Социологические исследования. — 1989. — № 5.
- Крыштановский А. О. Банк данных мониторинга. // Экономические и социальные перемены: мониторинг общественного мнения. — 1993. — № 9.
- Крыштановский А. О., Магун В. С., Аржакова Ю. С. Активность и достижимость в структуре трудовых ценностей российского населения. // Социально-трудовые исследования. — М.: ИМЭМО РАН, 1996. — Вып. IV.
- Крыштановский А. О. Отношение населения России к деятельности президента. // Социологический журнал. — 1994. — № 3.
- Крыштановский А. О. Методы анализа современных рядов. // Мониторинг общественного мнения: экономические и социальные перемены. — 2000. — № 2.
- Крыштановский А. О. Ограничения метода регрессионного анализа // Социология: методология, методы, математические модели. — 2000. — № 12.
- Крыштановский А. О. «Кластеры на факторах» — об одном распространённом заблуждении (недоступная ссылка) // Социология: методология, методы, математические модели. — 2005. — № 21.